# Møghunden
|  | Denne artikel er oprettet af botten PalnaBot ud fra en ekstern database. Den kan derfor have sproglige fejl eller mangler. Denne skabelon kan fjernes efter kontrol af indholdet. |

Møghunden er en kortfilm instrueret af Ulrik Svenningsen efter manuskript af Ulrik Svenningsen.

## Handling
I 40 år har han været gift med en furie. I 40 år har han fundet sig i ALT. I dag skal han igen ud at lufte HENDES hund.